# الإسلام في العراق

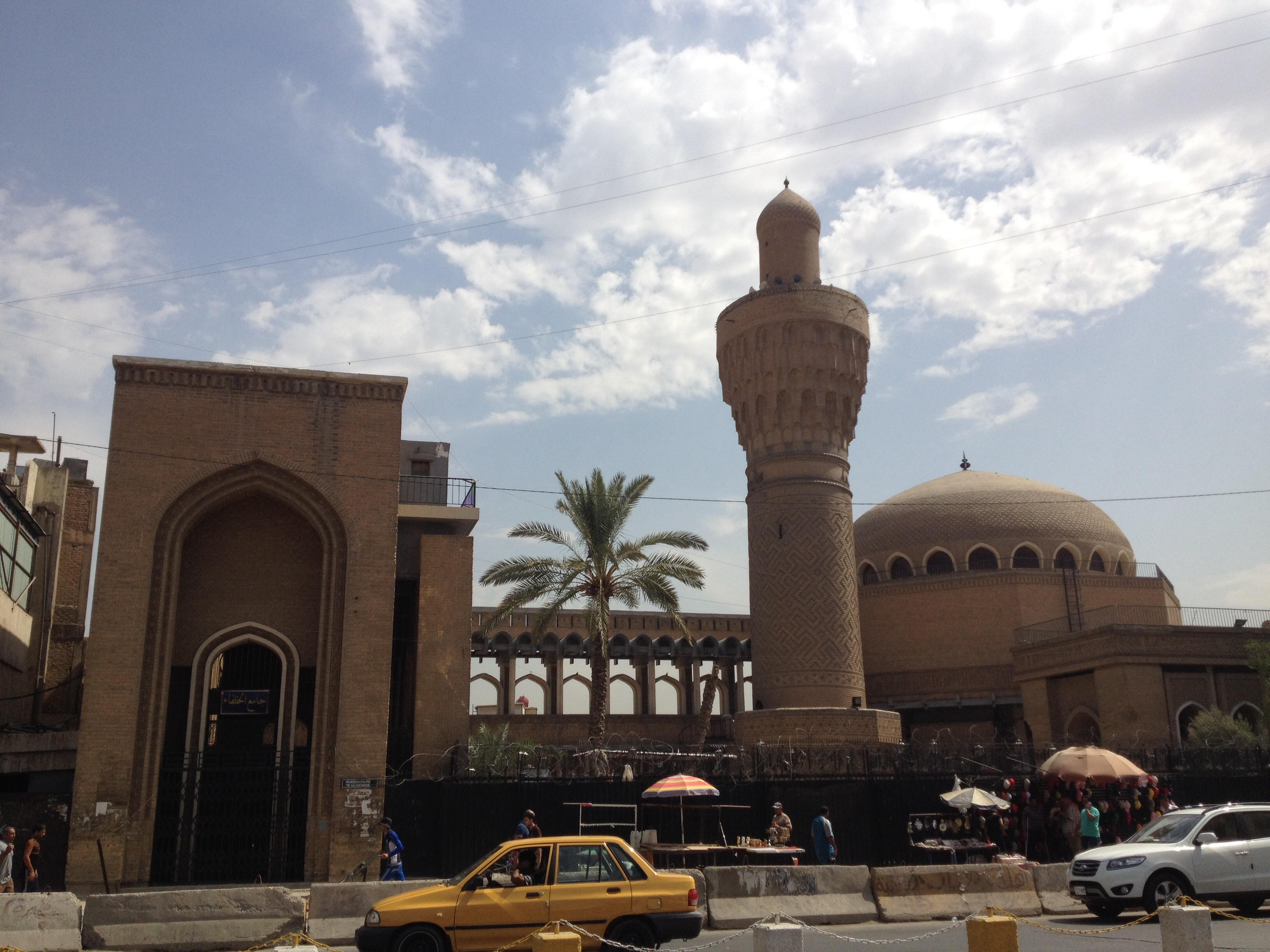
جامع الخلفاء في بغداد ويقع في شارع الجمهورية قرب سوق الغزل في الشورجة.

ينقسم المسلمون في العراق إلى عدة طوائف ومنهم طائفتين رئيسيتين هما طائفة أهل السنة والجماعة وطائفة الشيعة الاثني عشرية، ووفقا لموسوعة بريتانيكا، ومصادر أخرى يشكل المسلمون الأغلبية الساحقة في العراق حيث تبلغ نسبتهم 97-99℅ من السكان ويمثل طائفة الشيعة نسبة تزيد عن 50% بشيء قليل (ولكن تشير الموسوعة أن بعض المصادر تقول أن الشيعة يمثلون حوالي 60% من السكان)، ويمثل طائفة السنة 40 % من السكان. وفي إحصاء آخر يشكل الشيعة 52 % من أبناء العراق ويشكل السنة 42 % من أبنائها حسب تقرير قامت به مؤسستي ABC وPew Research Center،.
وفي إحصاء آخر تقدر نسب السكان المسلمين في العراق بحوالي 60-63 ℅ من العرب الشيعة، 15-20 ℅ من العرب السنة و17℅ من الأكراد السنة.
ويحتوي العراق على الكثير من المراقد الدينية والمساجد والأضرحة والمراقد الأثرية الهامة لكلا الطائفتين، ولقد كانت بغداد قديما عاصمة الدولة العباسية والتي هي تعتبر مركزا حضاريا وثقافيا ومصدرا للبحث العلمي لقرون عدة، ويوجد فيها آثار الكثير من المساجد، وأول مسجد بني ببغداد هو جامع المنصور الذي شيّده الخليفة أبو جعفر المنصور عند بنائه مدينة بغداد سنة 145هـ /762م، وهو أول جامع يشيد فيها ولم يزل الجامع قائما إلى وقت الخليفة هارون الرشيد الذي أمر بنقضه وإعادة بنائه بالجحر والجص وقد فرغ من تجديده سنة 193هـ/ 808م، وفي زمن الخليفة المعتضد بالله العباسي أضاف الصحن الأول للمبنى وهو قصر المنصور ووصله بالجامع وجرت على مبنى الجامع إضافات وزيادات في أوقات مختلفة.
لقد كان لهذا الجامع أهمية تاريخية وحضارية، إذ كان مركزاً للتدريس وتلقي العلوم وكان التدريس في جامع المنصور أمنية كثير من العلماء والفقهاء وبقي جامع المنصور إلى أيام الرحالة ابن بطوطة سنة 727هـ /1327م، حيث ذكره وقال ان هذا المسجد لا يزال قائماً تُقام فيه صلاة الجمعة.
ومدينة كربلاء لديها أهمية كبيرة في الإسلام الشيعي نتيجة لمعركة كربلاء، التي وقعت في نفس موقع المدينة الحديثة في 10 أكتوبر، 680. كما تشتهر النجف بموقع قبر علي بن أبي طالب (المعروف أيضا باسم "الإمام علي")، الذين يعتبره الشيعة الخليفة الصالح والإمام الأول. المدينة الآن مركزا عظيما للزيارة من جميع الشيعة في أنحاء العالم الإسلامي، حيث يقصدونها وهم في طريقهم إلى مكة المكرمة لأداء الحج الواجب في الإسلام. ومدينة الكوفة كان يسكنها العالم الفقيه أبو حنيفة والذي يتبعه ثلثي المسلمون السنة في جميع أنحاء العالم. وكذلك يوجد في مدينة سامراء مسجد الامام الحسن العسكري، الذي يحتوي على ضريحي علي الهادي والحسن العسكري، الامامين العاشر والحادي عشر من أئمة الشيعة، على التوالي، وكذلك مقام محمد المهدي، والمعروف باسم «الإمام الغائب»، وهو الإمام الثاني عشر والأخير من الشيعة من المذهب الجعفري. وهذا ما جعل منها مركزا مهما للزيارة للمسلمين الشيعة الجعفرية، وبالإضافة إلى ذلك، يوجد مدفن بعض قريبات النبي محمد في سامراء، مما يجعل من مدينة واحدة هي من أهم مواقع العبادة للشيعة وكذلك التبجيل والتقديس للمسلمين السنة.
ومن أصغر الطوائف الإسلامية الموجودة في البلد، هي الطائفة الشيخية حيث يتركز تواجدها في محافظتي البصرة وكربلاء. كذلك يعتبر العلويين من الاقليات الدينية في العراق حيث يبلغ عددها بضعة الالاف جميعهم ينحدرون من منطقة عنه في الانبار غرب العراق وقد تمسكوا بمعتقدهم رغم قلة عددهم. وأكراد العراق في معظمهم سنة، مع حوالي 10% من الشيعة هم من الأكراد الفيليين. ويسكن معظم الأكراد في المناطق الشمالية من البلاد، ومعظم المدارس تتبع المذهب الشافعي للشريعة الإسلامية. مع وجود بعض اتباع الطريقة القادرية أو الطريقة النقشبندية الصوفية.